# C.S. Lee
C.S. Lee (wł. Hangul 이승희, ur. 30 grudnia 1971 w Ch'ŏngju w Korei Południowej) – amerykańsko-południowokoreański aktor. Znany głównie z roli Vince’a Masuki w serialu Dexter.

## Wybrana filmografia

### Filmy
- 1999: Zagubione serca jako Luncheonette Counterman
- 2004: Żony ze Stepford jako mąż ze Stepford
- 2009: Nienarodzony jako dr Lester Caldwell

### Seriale TV
- 1998: Prawo i porządek jako Kenny Chen
- 1998–1999: Spin City jako reporter
- 2000: Prawo i porządek jako aptekarz
- 2002: Guiding Light jako dr Hong
- 2004: Prawo i porządek: Zbrodniczy zamiar jako detektyw Choi
- 2005: As the World Turns jako Faux Hwa
- 2005: Prawo i porządek: Zbrodniczy zamiar jako detektyw Matt See
- 2006: Rodzina Soprano jako dr Ba
- 2006: Prawo i porządek: Zbrodniczy zamiar jako detektyw Mike Lew
- 2006-2013: Dexter jako Vince Masuka
- 2007: Jednostka jako pierwszy oficer na południowokoreańskiej łodzi podwodnej
- 2007: Chuck jako Harry Tang
- 2008: Detektyw Monk jako zastępca szeryfa Bell
- 2013: Zaprzysiężeni jako Pan Lin
- 2014: Zabójcze umysły jako Justin Leu
- 2014: Franklin & Bash jako James Yang
- 2015: Detektyw jako Richard Geldof
- 2015: Wirtualna liga jako asystent ministra
- 2015: Przepis na amerykański sen jako Steve Chen
- 2015: Głowa rodziny jako aktor w mydlanej operze (głos)
- 2015: MacGyver jako Sam Hopkins, dyrektor FEMA
- 2017: 24: Dziedzictwo jako Daniel Pang
- 2017: Dolina Krzemowa jako Monk
- 2018: Zabójcza broń jako Gene Nakahara
- 2018: Magnum: Detektyw z Hawajów jako William Malua
- 2018-2019: Chicago Med jako Bernard „Bernie” Kim
- 2019: Wojownik jako Lu
- 2020: Rekrut jako Jun-Ha

### Gry wideo
- 2004: Grand Theft Auto: San Andreas jako gangster (głos)
- 2005: Grand Theft Auto: Liberty City Stories jako pieszy (głos)
- 2012: The Secret World jako Jin Jae-Hoon, Piramidion Iluminatów (głos)